# Gilbert Romme
Gilbert Romme   (Riam, 26 de març de 1750 - París, 17 de juny de 1795) va ser un matemàtic i polític que va desenvolupar el calendari francès revolucionari durant la Revolució francesa.

## Biografia
Charles-Gilbert Romme nasqué a Riom, Puy-de-Dôme, a Alvèrnia, França. Va estudiar medicina i matemàtica. Després de passar cinc anys a París es desplaçà a Rússia per a ser tutor de Paul Stroganoff. Tornà a París el 1788 i va entrar en la vida política.
Va ser maçó dins la lògia, Les Neuf Sœurs.
El 10 de setembre de 1791 va ser elegit per a l'Assemblea Legislativa francesa i s'alineà amb els girondins, però després de ser elegit per la Convenció Nacional va seure amb els Montagnards.
Vot`a favor de la sentència de mort contra el rei Lluís. En el Regnat del Terror va ser arrestat i empresonat a Caen durant dos mesos.
Romme serví al Comité de l'instruction Publique, on presentà el calendari revolucionari el 17 de setembre de 1793. Per la seva importància militar, també donà suport a la línia de semàfors telegràfics. Va ser president de la Convenció Nacional del 21 de novembre al 6 de desembre de 1793.
Romme donà suport a la insurrecció dels sans-culottes, que demanaven pa (20 de maig de 1795).
El 29 de Prairial (17 de juny de 1795) Romme i cinc altres més van ser sentenciats a la guillotina. Amb un ganivet amagat per Jean-Marie Goujon, tot el grup es va suïcidar abans.